# Farhangia sciuri
Farhangia sciuri är en loppart som först beskrevs av Ewing 1924.  Farhangia sciuri ingår i släktet Farhangia och familjen Stivaliidae. Inga underarter finns listade i Catalogue of Life.